# Wij Geven om Oldenzaal
Wij Geven om Oldenzaal (WG) is sinds 1969 een Nederlandse, lokale politieke partij in de gemeente Oldenzaal. Fractievoorzitter is Mevlid Yildirim. Wethouders zijn Rob Christenhusz en Petra Oude Engberink.

## Ontstaan
De partij werd op 14 juli 1969 opgericht door Bernhard Christenhusz die uit onvrede over de standpunten van de Katholieke Volkspartij deze partij verliet. Samen met Gerard Wullink kon hij in 1970 zitting nemen in de gemeenteraad nadat de verkiezingen twee zetels hadden opgeleverd. In de jaren erna groeide de partij en in 1986 maakte de WG voor het eerst deel uit van het College van B&W. In 1994 verdubbelde WG het aantal raadsleden van vier naar acht, en bij de verkiezingen van 2002 kwam de groepering tot twaalf zetels.
In de gemeenteraadsverkiezingen van maart 2014 telt de fractie negen zetels en maakt zij deel uit van de coalitie. Tijdens de verkiezingen van maart 2018 heeft de partij zeven zetels behaald.
Op 30 oktober 2020 wijzigde de partij na 50 jaar de naam van Werknemersgroepering naar de huidige naam 'Wij Geven om Oldenzaal' 
Bij de verkiezingen van 2022 heeft de fractie 9 van de 23 zetels behaald en twee van de vier wethouders geleverd.

## Verkiezingsresultaten
| Jaar | Aantal raadsleden | Aantal wethouders |
| ---- | ----------------- | ----------------- |
| 1970 | 2                 |                   |
| 1974 | 3                 |                   |
| 1978 | 2                 |                   |
| 1982 | 3                 |                   |
| 1986 | 4                 | 1                 |
| 1990 | 4                 | 1                 |
| 1994 | 8                 | 2                 |
| 1998 | 8                 | 2                 |
| 2002 | 12                | 3                 |
| 2006 | 8                 |                   |
| 2010 | 11                | 2                 |
| 2014 | 9                 | 2                 |
| 2018 | 7                 | 1                 |
| 2022 | 9                 | 2                 |

## Lijst van Wethouders
| Jaar | Wethouder(s)                                                                      |
| ---- | --------------------------------------------------------------------------------- |
| 1986 | Janneke Tammenga                                                                  |
| 1990 | Jan Lempsink                                                                      |
| 1994 | Jan Lempsink en Janneke Tammenga                                                  |
| 1998 | Jan Lempsink en Janneke Tammenga                                                  |
| 2002 | Jan Lempsink, Henk Winkelhuis en Trees Vloothuis                                  |
| 2006 | -                                                                                 |
| 2010 | Henk Winkelhuis (2010-2012), Rob Christenhusz (2012-2014) en Trees Vloothuis      |
| 2014 | Rob Christenhusz en Trees Vloothuis                                               |
| 2018 | Rob Christenhusz                                                                  |
| 2022 | Rob Christenhusz, Murat Yildirim (2022-2025) en Petra Oude Engberink (2025-heden) |